# Aymar de Chaste
Aymar de Clermont-Chaste, seigneur de Gessans et de La Bretonnière, mort en 1603, est un gentilhomme catholique, chevalier de l'ordre de Saint-Jean de Jérusalem et officier de marine français des XVIe siècle et XVIIe siècle. Il sert durant les guerres entre l'Espagne et la France entre 1582 et 1598.

## Biographie

### Origines et famille
Aymar de Clermont-Chaste est issu de la branche de Clermont-Chastes de la Maison de Clermont-Tonnerre. Il est le fils de François de Chaste, bailli du Velay (1542), et de Paule de Joyeuse. Aymar de Chaste est intimement lié à la famille Joyeuse. Sa mère Paule de Joyeuse avait un frère Guillaume II de Joyeuse, père notamment de Anne de Joyeuse et du cardinal François de Joyeuse.  Le commandeur Aymar de Chaste devait son gouvernement de Dieppe à son cousin Anne de Joyeuse. 
Malgré le fait qu'il était frère de l'ordre de Saint-Jean de Jérusalem, donc moine ayant prononcé les vœux requis, entre autres de chasteté, il laissa plusieurs enfants naturels pensionnés par Henri IV et légitimés par Louis XIII.

### Carrière militaire
Il est reçu chevalier de l'ordre de Saint-Jean de Jérusalem au prieuré d'Auvergne le 25 juin 1566, et nommé commandeur de Limoges en 1578. Gouverneur de Dieppe, dont il ouvrit les portes à Henri IV en 1589, et d'Arques-la-Bataille, il fut ambassadeur de France en Angleterre à partir du milieu du XVIe siècle, puis il fut l'ambassadeur de son Ordre auprès de la cour de France.
À ce titre, Aymar de Chaste a aidé le prétendant Don António en 1583, lors de la bataille des Açores, en commandant la flotte franco-portugaise. Toutefois, il est alors battu par l'espagnol Álvaro de Bazán.
Il fortifia la ville de Dieppe, puis il hérita en 1603, des privilèges de Pierre de Chauvin, recevant d'Henri IV le titre de Lieutenant général de la Nouvelle-France. Pour mener à bonne fin son projet de colonisation du Canada, il forma la compagnie de Monts, dans laquelle entrèrent de très riches négociants. François Gravé reçut le commandement de l’expédition, Samuel de Champlain fut engagé comme simple observateur. Ils partent de Honfleur le 15 mars 1603. Arrivés au Canada, ils laissèrent leurs vaisseaux à Tadoussac, et remontèrent le Fleuve Saint-Laurent, en barque jusqu’au Sault Saint-Louis, près du futur Montréal. Ces explorateurs dressèrent des cartes et cherchèrent l’endroit le plus favorable à un établissement.
Aymar de Chaste développa la Traite des fourrures et les Français dominèrent ce marché pendant plus de dix ans. Il meurt le 13 mai 1603 avant le retour de l'expédition en France.
Selon l'hypothèse la plus plausible, le toponyme Cap-Chat, au Québec, trouverait son origine dans la déformation du nom d'Aymar de Chaste.  La ville de Cap-Chat, située sur la rive sud du fleuve St-Laurent en Gaspésie, a d'ailleurs nommé une rue à son nom.

## Sources
- Alain Beaulieu et Réal Ouellet, Champlain, Des Sauvages, Montréal, Qc, Éditions Typo, 1993, 282 p. (ISBN 2-89295-082-1)
- Jean-Baptiste Bouillet, Nobiliaire d'Auvergne, Perol, 1847 (lire en ligne)
- Gilles Havard et Cécile Vidal, Histoire de l'Amérique française, France, Flammarion, 2014, 863 p. (ISBN 978-2-08-133675-9), p. 64
- Abbé Vertot, Histoire des chevaliers hospitaliers de Saint-Jean de Jérusalem, appellés depuis chevaliers de Rhodes, et aujourd'hui chevaliers de Malte, t. VII, Paris, Lequien fils, 1830